# Bottineau
Bottineau é uma cidade localizada no estado norte-americano de Dacota do Norte, no Condado de Bottineau.

## Demografia
Segundo o censo norte-americano de 2000, a sua população era de 2336 habitantes. 
Em 2006, foi estimada uma população de 2127, um decréscimo de 209 (-8.9%).

## Geografia
De acordo com o United States Census Bureau tem uma área de 
2,7 km², dos quais 2,7 km² cobertos por terra e 0,0 km² cobertos por água.

## Localidades na vizinhança
O diagrama seguinte representa as localidades num raio de 28 km ao redor de Bottineau. 